# Влада Алексе Јанковића

## Чланови владе
| Функција                                        | Слика | Име и презиме        | Детаљи |
| ----------------------------------------------- | ----- | -------------------- | ------ |
| Књажески представник и попечитељ инострани дела |       | Алекса Јанковић      |        |
| Попечитељ внутрени дела                         |       | Радован Дамњановић   |        |
| Попечитељ правосудија и просвештенија           |       | Стефан Марковић      |        |
| Попечитељ финансија                             |       | Александар Ненадовић |        |